# 212924 Yurishevchuk
212924 Yurishevchuk è un asteroide della fascia principale. Scoperto nel 2008, presenta un'orbita caratterizzata da un semiasse maggiore pari a 3,1002736 au e da un'eccentricità di 0,0760949, inclinata di 10,84864° rispetto all'eclittica.
L'asteroide è dedicato al cantante russo Jurij Julianovič Ševčuk.